# Kommandantenhaus (Göttingen)
Das Göttinger Kommandantenhaus war bis zu seinem Abbruch Wohnhaus und militärisches Stabsquartier der Stadthauptleute und später der Stadtkommandanten der Stadt Göttingen in Niedersachsen.

## Geschichte

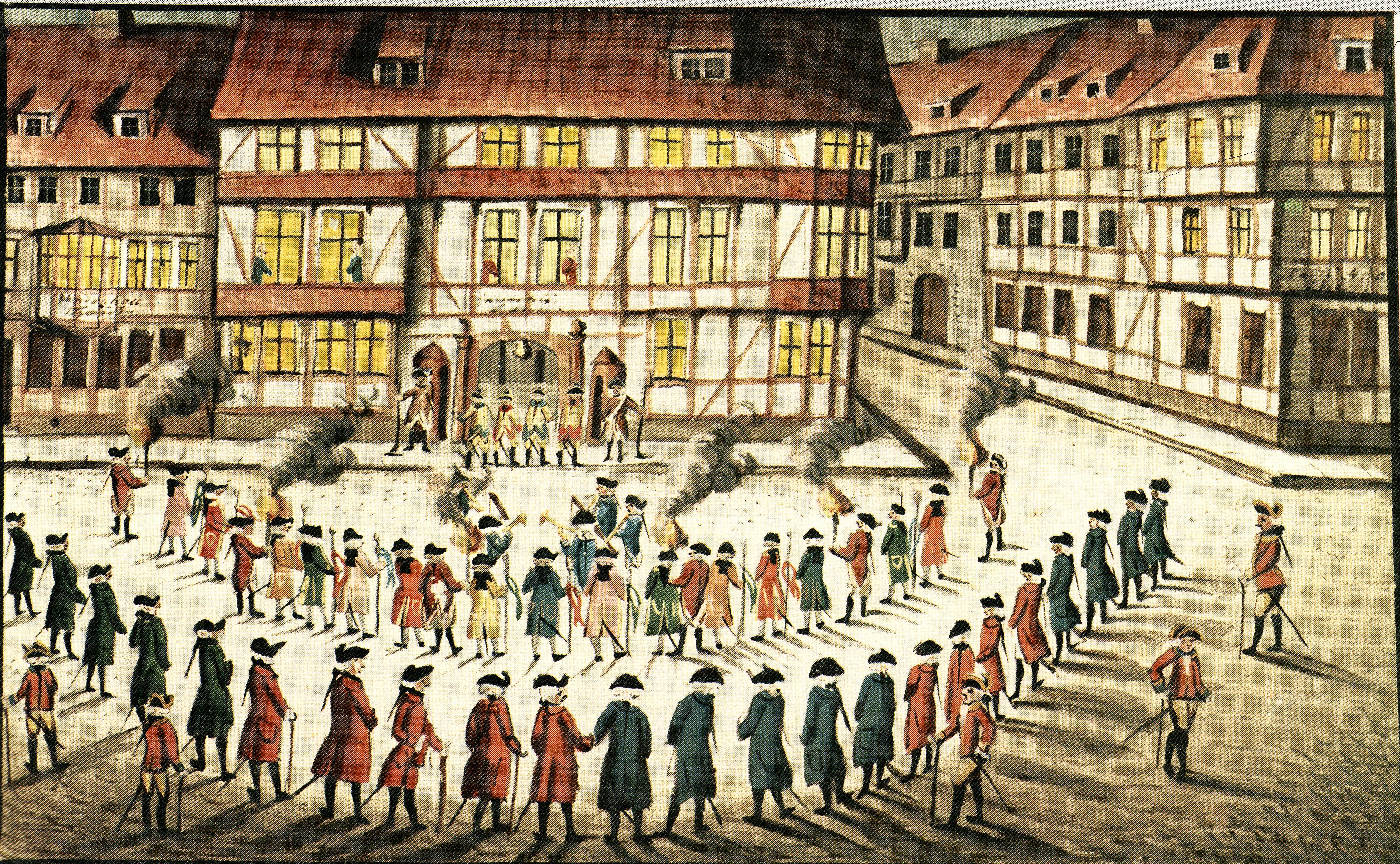
Kommandantenhaus 1737

Das wohl schon um 1500 errichtete Fachwerkhaus stand an einer der Göttinger Hauptstraßen, der Weender Straße, in markanter Ecklage zur Barfüßerstraße. Eine der ältesten erhaltenen Abbildungen stammt von 1737 und zeigt als Fassadenschmuck eine große Tordurchfahrt, durchgehende Brüstungsbänder, eine Utlucht und einen Eckerker.
Als Gabriel von Schnehen Hausbesitzer war, stieg hier nach der Schlacht bei Lutter im Dreißigjährigen Krieg ab 3. August 1626 der schwedische Feldherr Tilly nach der Einnahme der Stadt ab. Erneut erlangte das Kommandantenhaus Bedeutung 1734 bis 1737 im Zuge der Gründung der Georg-August-Universität  als Sitz der zuständigen Regierungsbeamten aus Hannover. Zuvor war das Kommandantenhaus im Jahr 1731 auf Kosten des Stadtrates von Grund auf saniert worden, das Hinterhaus an der Barfüßerstraße wurde sogar völlig neu errichtet und mit Ställen versehen, so dass es in den Jahren der Universitätsgründung als eines der „bequemsten Häuser“ galt.
Die Abbildung von 1737 zeigt einen Aufzug Göttinger Studenten vor dem von Schildwachen gesicherten Kommandantenhaus für den Minister und Universitätsgründer Gerlach Adolph von Münchhausen aus Anlass der Inauguration der Universität Göttingen um den 16. September 1737. Rechts auf der gegenüber liegenden Straßenecke erkennt man die bis 2014 bestehende Rats-Apotheke. Das Hannoversche Militär in Göttingen stand zu dieser Zeit in der Stadt unter dem Kommando des Obersten und späteren Generals, Stadt- und Festungskommandanten Johann August von Druchtleben. Das Bild zeigt die permanenten Schildwachen mit ihren Wachhäuschen vor dem Haus und vier Abgesandte der Studenten vor der Tür. Weiter mit Abstand in der Mitte des Halbkreises eine Musikkapelle und Fackelträger im inneren Halbkreis. Die Studenten tragen Uniformen des Rokoko, angelehnt an Offiziersuniformen in den Farben ihrer Landsmannschaften. Für die Zeit vor 1750 sind in Göttingen Landsmannschaften der Hannoveraner (rot/blau), Braunschweiger (blau/schwarz) und Westfalen (grün/schwarz) bekannt, erst nach dem Siebenjährigen Krieg kamen weitere Landsmannschaften wie Mecklenburger und Kurländer hinzu. Die Generaladjutanten in weißen Hosen tragen eine Art Marschallstab und sichern den Aufzug. Da v. Münchhausen hannoverscher Minister war, deuten die roten Uniformen der Adjutanten auf eine Hauptverantwortung der Hannoverschen Landsmannschaft hin.

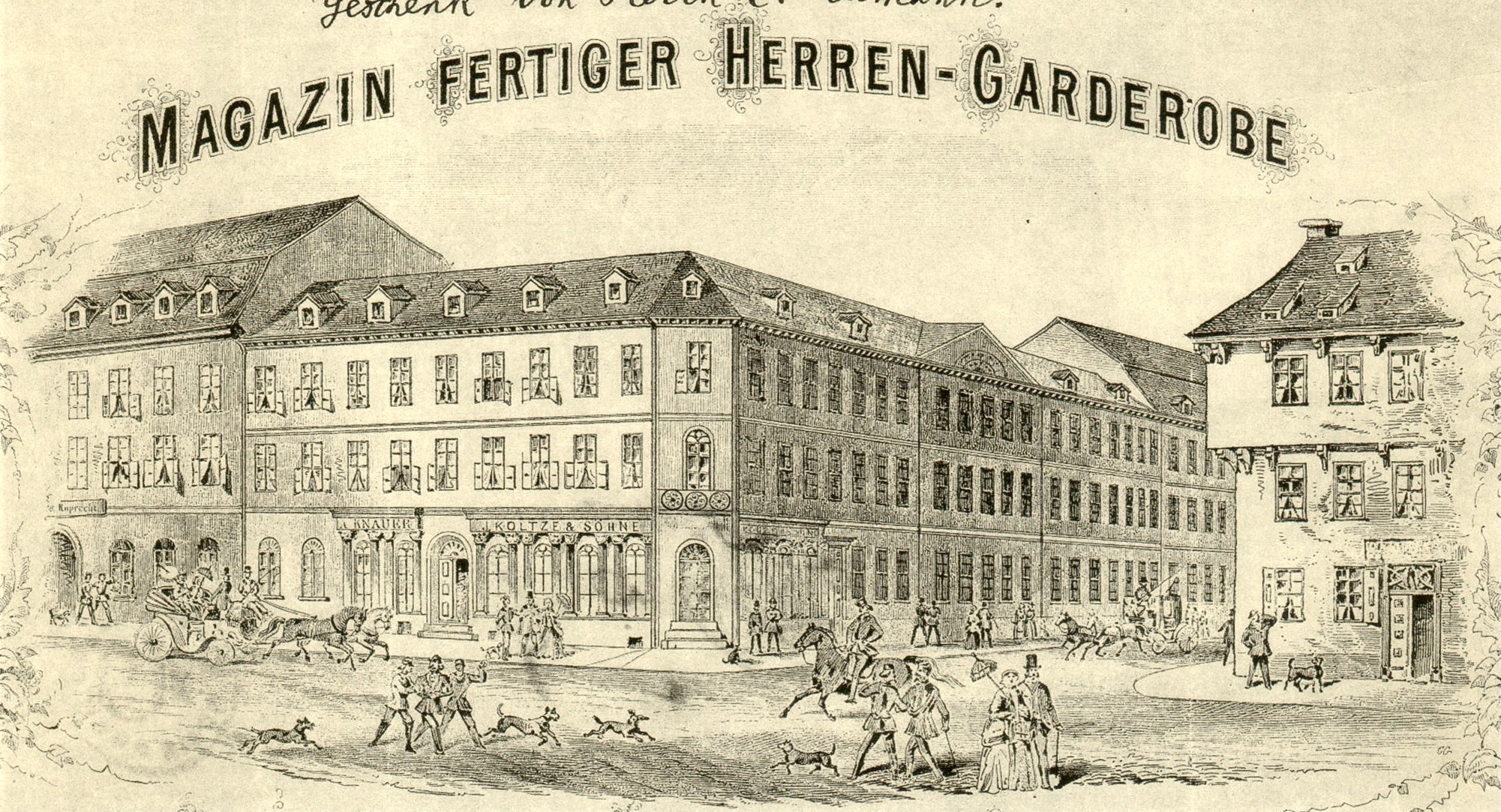
Geschäftshaus der Firma J. Koltze & Söhne, Nachfolgebebauung des Kommandantenhauses vor der weiteren Aufstockung, um 1850

Um 1800 wurde das Kommandantenhaus durch einen abermals dreigeschossigen Neubau auf den Grundstücken Weender Straße 32/34 ersetzt, später noch um ein viertes Stockwerk erhöht und ist gleichwohl als historisches Gebäude selbst bereits Baudenkmal.